# ذباب الروث الصغير وأشباهه
ذباب الروث الصغير وأشباهه (الاسم العلمي: Sphaeroceroidea)، فصيلة عليا من الذباب وتنتمي إلى قصيرات القرون.